# بوبي كلارك (ممثل)
بوبي كلارك (بالإنجليزية: Bobby Clark)‏ هو ممثل أمريكي، ولد في 16 يونيو 1888 في الولايات المتحدة، وتوفي في 12 فبراير 1960 بنيويورك في الولايات المتحدة بسبب نوبة قلبية.

## وصلات خارجية
- بوبي كلارك على موقع IMDb (الإنجليزية)
- بوبي كلارك على موقع ميوزك برينز (الإنجليزية)
- بوبي كلارك على موقع قاعدة بيانات برودواي على الإنترنت (الإنجليزية)
- بوبي كلارك على موقع قاعدة بيانات الفيلم (الإنجليزية)